# Fusilier Peak
Fusilier Peak är en bergstopp i Kanada.   Den ligger i provinsen British Columbia, i den centrala delen av landet, 3 600 km väster om huvudstaden Ottawa. Toppen på Fusilier Peak är 2 747 meter över havet.
Terrängen runt Fusilier Peak är bergig åt nordväst, men åt sydost är den kuperad.Trakten runt Fusilier Peak är nära nog obefolkad, med mindre än två invånare per kvadratkilometer.. Det finns inga samhällen i närheten. 
Trakten runt Fusilier Peak består i huvudsak av gräsmarker.